# Gešer ad Halom
Gešer ad Halom (hebrejsky גשר עד הלום, v doslovném překladu most Až sem) je jméno mostu v Ašdodu v Izraeli, u kterého došlo v rámci Operace Plešet na přelomu května a června 1948 k úspěšnému protiútoku izraelské armády, který zastavil invazi egyptské armády postupující na Tel Aviv v první arabsko-izraelské válce. Podstatným aspektem útoku bylo první faktické nasazení Izraelského vojenského letectva se stroji československé výroby.
Tento historicky první izraelský nálet byl proveden 29. května 1948 čtyřmi právě smontovanými stíhačkami Avia S-199 101. peruti izraelského letectva, které byly do Izraele z Československa dopraveny v rámci Operace Balak. Skutečnost, že Izrael má vlastní vojenské letectvo byla pro egyptské velitele velkým překvapením. Dvě z letadel byla sice ztracena (jedno sestřeleno, druhé značně poškozeno), avšak to, že Izraelci přišli o polovinu svého „letectva“, Egypťané nevěděli a rozhodli se nepokračovat v útoku, dokud nebudou mít odpovídající protiletecké krytí. Jejich postup na Tel Aviv se tak zastavil a už nikdy během války nenabyl ztracenou dynamiku. Jiří Rajlich z Vojenského historického ústavu k tomu řekl: „Historici nemilují úvahy na téma: co by bylo, kdyby. Přesto mi to nedá a občas si takové otázky kladu. Osobně jsem přesvědčen, že bez tehdejší – hlavně rychlé – pomoci Československa by Izrael zanikl vzápětí poté, co se zrodil.“
Most název získal na počest této události – až sem se dostal útočník. Most byl v této válce zničen a poté rekonstruován a přestavěn. Dnes po něm vede čtyřproudová dálnice číslo 4.

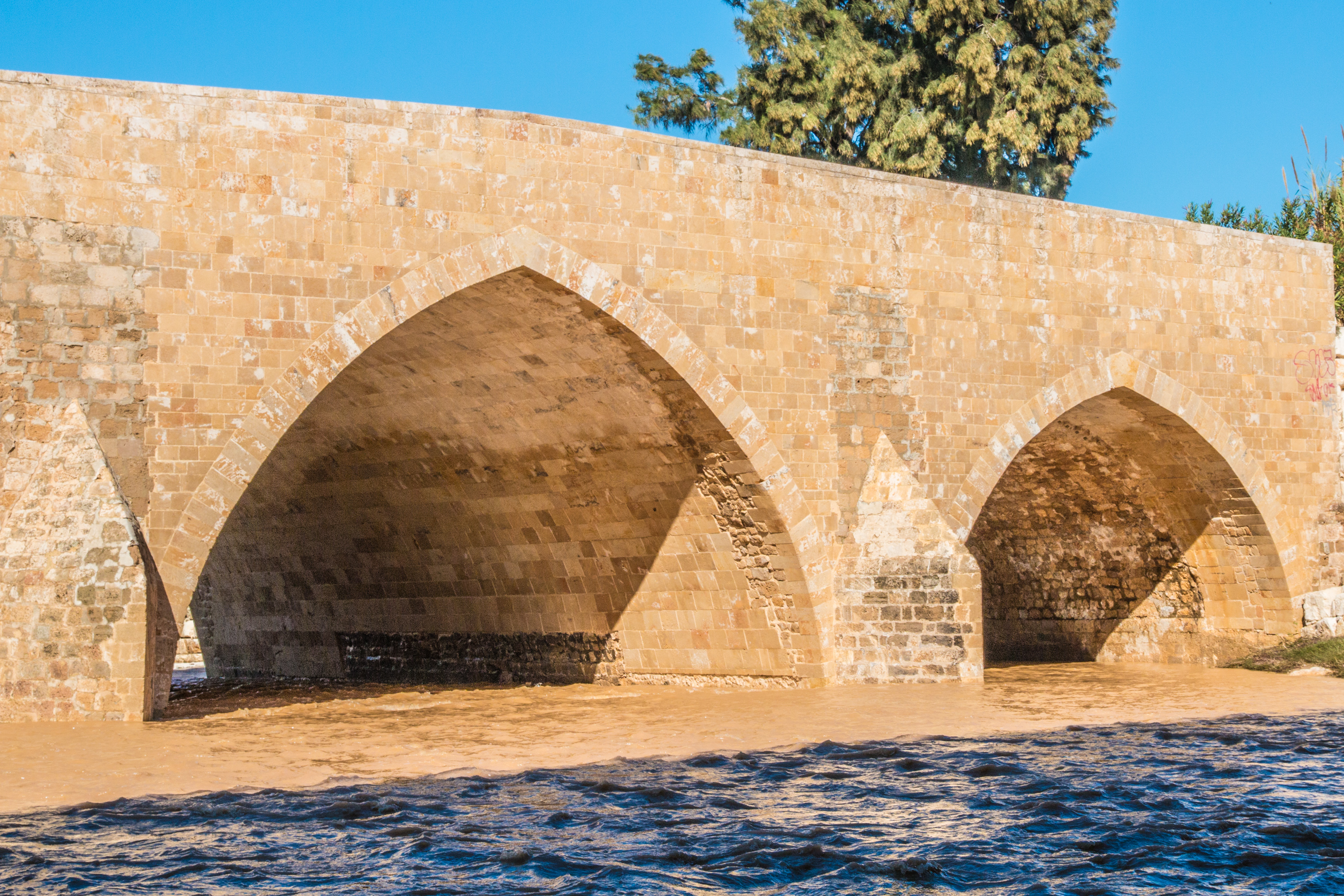